# Sogni di Bunker Hill
Sogni di Bunker Hill (Dreams from Bunker Hill) è l'ultimo romanzo dello scrittore italoamericano John Fante. Risale al 1982 e fu dettato da Fante, oramai sul punto di morte, alla moglie Joyce Smart.
Quarto e ultimo capitolo del ciclo autobiografico incentrato sul personaggio di Arturo Bandini è ambientato nella Hollywood degli anni trenta e quaranta.

## Trama
Durante le sue peregrinazioni per gli Stati Uniti a caccia di fama, donne e soldi, il giovane scrittore Arturo Bandini approda a Hollywood. Qui uno dei suoi racconti, appena pubblicato su una rivista, viene notato da un famoso agente letterario, che lo ingaggia per revisionare le bozze del romanzo della ricca e bellissima Jennifer Lovelace. Il romanzo è scadente, ma Arturo cade preda del fascino di Jennifer e inizia a cercare senza successo di sedurla.
Nel frattempo gli viene affidato da un famoso produttore cinematografico, un lavoro ottimamente pagato come scrittore di sceneggiature che però non vedranno mai la luce. Nonostante il successo Arturo non è soddisfatto di questa nuova vita, e cerca in qualche modo di scuotersi dal torpore rimettendosi di nuovo in azione.

## Edizioni
- Sogni di Bunker Hill, traduzione di Francesco Durante, Collana L'Ottagono, Milano, Mondadori, settembre 1988.
- Sogni di Bunker Hill, Prefazione di Pier Vittorio Tondelli, Collana Gli Alianti, Roma, Marcos y Marcos, febbraio 1996, ISBN 978-88-7168-146-7.
- Sogni di Bunker Hill, Introduzione di Gianni Amelio, Collana Stile libero, Torino, Einaudi, 2004,  p. 158, ISBN 978-88-06-16806-3.